# ዐ
Cette page contient des caractères éthiopiques. En cas de problème, consultez Aide:Unicode ou testez votre navigateur.
ዐ (« ä pharyngal ») est un caractère utilisé dans l'alphasyllabaire éthiopien comme symbole de base pour représenter les syllabes débutant par une consonne pharyngale.

## Usage
L'écriture éthiopienne est un alphasyllabaire ou chaque symbole correspond à une combinaison consonne + voyelle, organisé sur un symbole de base correspondant à la consonne et modifié par la voyelle. ዐ correspond à une consonne pharyngale (ainsi qu'à la syllabe de base « ä pharyngal »). Les différentes modifications du caractères sont les suivantes :
- ዐ : « ä pharyngal »
- ዑ : « u pharyngal  »
- ዒ : « i pharyngal  »
- ዓ : « a pharyngal  »
- ዔ : « é pharyngal  »
- ዕ : « e pharyngal  »
- ዖ : « o pharyngal  »

ዐ est le 16e symbole de base dans l'ordre traditionnel de l'alphasyllabaire.

## Historique

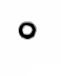
Caractère « ʿ » de l'alphabet arabe méridional.

Le caractère ዐ est dérivé du caractère correspondant de l'alphabet arabe méridional.

## Représentation informatique
- Dans la norme Unicode, les caractères sont représentés dans la table relative à l'éthiopien[1] :
  - ዐ : U+12D0, « syllabe éthiopienne ä pharyngal »
  - ዑ : U+12D1, « syllabe éthiopienne ou pharyngal »
  - ዒ : U+12D2, « syllabe éthiopienne i pharyngal »
  - ዓ : U+12D3, « syllabe éthiopienne a pharyngal »
  - ዔ : U+12D4, « syllabe éthiopienne é pharyngal »
  - ዕ : U+12D5, « syllabe éthiopienne e pharyngal »
  - ዖ : U+12D6, « syllabe éthiopienne o pharyngal »